# Lanae-Tava Thomas
Lanae-Tava Thomas (* 28. Januar 2001 in Kingston) ist eine jamaikanisch-US-amerikanische Leichtathletin, welche sich auf den Sprint spezialisiert hat. Seit November 2023 ist sie international für Jamaika startberechtigt.

## Sportliche Laufbahn
Lanae-Tava Thomas wuchs bis zu ihrem zwölften Lebensjahr in Kingston auf, ehe die Familie in die Vereinigten Staaten nach Henrietta im Bundesstaat New York zog. 2018 begann sie ein Studium an der University of Southern California und im Jahr 2019 sammelte sie erste internationale Erfahrungen, als sie bei den Panamerikanischen U20-Meisterschaften in San José in 22,80 s die Goldmedaille im 200-Meter-Lauf für die Vereinigten Staaten gewann. Zudem wurde sie 2019 und 2021 NCAA-Collegemeisterin in der 4-mal-100-Meter-Staffel. 2024 kam sie bei den Hallenweltmeisterschaften in Glasgow mit der jamaikanischen 4-mal-400-Meter-Staffel nicht ins Ziel und im Juni siegte sie in 22,36 s beim Racers Grand Prix über 200 Meter. Im August nahm sie über diese Distanz an den Olympischen Sommerspielen in Paris teil und schied dort mit 22,77 s im Halbfinale aus. 

## Persönliche Bestleistungen
- 100 Meter: 11,06 s (+0,7 m/s), 27. Mai 2023 in Sacramento
  - 60 Meter (Halle): 7,20 s, 28. Februar 2020 in Seattle
- 200 Meter: 22,34 s (+1,6 m/s), 30. Juni 2024 in Kingston
  - 200 Meter (Halle): 22,63 s, 25. Februar 2023 in Lubbock
- 400 Meter: 51,22 s, 15. April 2023 in Gainesville
  - 400 Meter (Halle): 51,67 s, 3. Februar 2024 in Albuquerque